# Enrique Angelelli
Pour les articles homonymes, voir Angelelli.
Enrique Angelelli, né à Córdoba le 18 juillet 1923 et mort assassiné à Chilecito le 5 août 1976, était un évêque catholique argentin. Évêque de La Rioja, il se signala par son fort engagement social, et fit partie du groupe d’évêques qui s’opposa ouvertement à la dictature militaire. Sa mort, soupçonnée d'avoir été un attentat déguisé organisée par les autorités militaires, a été l'objet de controverses. Reconnu martyr par l'Église catholique, il est vénéré comme bienheureux.

## Biographie

### Jeunes années
Enrique Angelelli naquit dans la ville de Córdoba, comme premier enfant d’un couple d’immigrés italiens. Entré au séminaire de Nuestra Señora de Loreto à l’âge de 15 ans, il fut ensuite envoyé, en 1947, terminer ses études au Pieux Collège pontifical latino-américain à Rome, où il fut ordonné prêtre le 9 octobre 1949, à l’âge de 26 ans. Il poursuivit dans la foulée des études en droit canonique à l’Université pontificale grégorienne.

### Années à Córdoba
En 1951, de retour à Córdoba, il fut nommé vicaire de la paroisse San José de Barrio Alto Alberdi et chapelain de l’Hospital de Clínicas. Il devint assesseur de la Jeunesse ouvrière catholique, dont le siège se trouvait à la chapelle du Christ-Ouvrier, et n’hésita pas à visiter les bidonvilles de Córdoba. Il enseigna le droit canonique et la doctrine sociale de l’Église au grand séminaire et la théologie à l’institut Lumen Christi.
Le 12 décembre 1960, il fut désigné par le pape Jean XXIII évêque auxiliaire de l’archevêché de Córdoba, puis consacré le 12 mars 1961. Il remplit par ailleurs la fonction de recteur du grand séminaire. En tant qu’évêque auxiliaire, il s’engagea dans différents conflits sociaux (Fiat, IME, municipales), et, conjointement avec d’autres prêtres, œuvra pour que l’Église reprît sa juste place dans la société, mais s’attirant par là l’opposition de la faction conservatrice au sein de l'institution ecclésiastique. En 1963, il appela à participer à des campagnes de solidarité pour soulager la faim et l’état d’abandon des dépossédés.
Il fut un participant au concile Vatican II, assistant à la première (octobre 1962), troisième (1964) et quatrième (1965) session du concile. En 1964, dans le contexte des changements provoqués par le Concile, lorsque des tensions se firent jour au sein de l’Eglise de Córdoba, notamment à la suite de la publication de reportages sur certains prêtres, Angelelli appuya publiquement les rénovateurs et leur "option préférentielle pour les pauvres". Cette prise de position entraîna son exclusion de la direction ecclésiastique, le conduisant à travailler depuis lors comme chapelain des Religieuses adoratrices espagnoles dans le quartier de Villa Eucarística.
En 1965, le titulaire de l’archevêché de Córdoba, Raúl Primatesta, rétablit Angelelli au poste d’évêque auxiliaire.

### Évêque de La Rioja

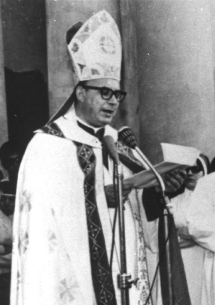
Enrique Angelelli.

Le 24 août 1968, Enrique Angelelli devint évêque du diocèse de La Rioja, dans le nord-ouest du pays, sur nomination du pape Paul VI. Ce qui avait tout d’abord paru être une mise à l’écart d’Angelelli devint dans les faits pour lui un fertile champ d’action, où il réussit à mobiliser de larges secteurs délaissés de la population de La Rioja, en favorisant la formation de coopératives paysannes et en stimulant la création de syndicats d’ouvriers agricoles, de mineurs et de personnels domestiques.
Ainsi Angelelli contribua-t-il à mettre sur pied à La Rioja, non seulement des organisations syndicales de mineurs, de travailleurs agraires et d’employés de maison, mais également des coopératives de tissage, de fabrication de briques, de boulangerie et des coopératives agricoles. Une de ces coopératives demanda une mesure d’expropriation à l’encontre d’un grand propriétaire terrien qui avait agrandi son domaine en absorbant une à une, au motif de non remboursement de dettes, les petites parcelles environnantes. Le gouverneur Carlos Menem promit alors de transférer ces terres à la coopérative.
Le 13 juin 1973, Enrique Angelelli se rendit à Anillaco, ville natale de Menem, pour y présider les fêtes patronales. Il fut accueilli par une troupe de gens emmenée par des commerçants et des propriétaires terriens, parmi lesquels Amado Menem, frère du gouverneur, et ses fils César et Manuel, qui de concert avec d’autres propriétaires voulaient s’en prendre à l’évêque. La troupe pénétra par la force dans l’église, et lorsqu'Angelelli, après avoir suspendu la célébration, sortit de l’église, lança des pierres dans sa direction. Le gouverneur Menem, sous prétexte d’« agitation sociale », retira son appui à la coopérative. Enrique Angelelli dénonça les groupes conservateurs, annula les célébrations religieuses du diocèse, et frappa d’un interdit temporel Menem et ses partisans.
Le supérieur général de la Compagnie de Jésus, Pedro Arrupe, et Vicente Faustino Zazpe, de l’archevêché de Santa Fe, dépêché par le Saint-Siège en qualité d’auditeur, visitèrent La Rioja et donnèrent leur appui à Enrique Angelelli, lequel avait auparavant offert sa démission au Conseil presbytéral et requis le pape Paul VI soit de le cautionner, soit de lui retirer sa confiance. La presque totalité des ecclésiastiques du diocèse, réunis avec Zazpe, dirent leur soutien à Angelelli, indiquant que « les puissants manipulaient la foi pour préserver une situation d’injustice et d’oppression du peuple » et pour tirer bénéfice d’une « main-d’œuvre bon marché, mal payée ». D’autre part, le président de la Conférence épiscopale argentine, Adolfo Tortolo, déclara que la conférence n’avait pas à intercéder, et le nonce Lino Zanini appuya ouvertement les sanctionnés, auxquels il offrit des crucifix en cadeau. Zazpe conclut sa visite d’inspection par une messe célébrée conjointement avec Angelelli et exprima son plein appui tant en ce qui concernait son travail pastoral que ses positions doctrinales.

### "Guerre sale" et mort
La courte présidence d’Isabel Martínez de Perón (1974-1976) fut marquée par les débuts de la guerre sale, qui dégénéra bientôt en attentats à la bombe, séquestrations, tortures, assassinats et persécutions. Le 12 février 1976, le vicaire général du diocèse de La Rioja et deux membres d’un mouvement de militants sociaux furent détenus par les militaires. Le 24 mars eut lieu le coup d’État, qui renversa Isabel Perón ainsi que tous les gouverneurs de province du pays, y compris Carlos Menem de la province de La Rioja. Enrique Angelleli sollicita le colonel de l’armée Osvaldo Pérez Battaglia, nouvel interventeur de La Rioja, de fournir des informations sur le vicaire et sur le lieu de détention des militants. N’obtenant aucune réponse, il se rendit à Córdoba afin de s’y entretenir avec Luciano Benjamín Menéndez, alors commandant du Troisième Corps d’armée. Menéndez lança à Angelelli cet avertissement comminatoire : « C’est vous qui devez vous tenir sur vos gardes. » Des indices existent indiquant qu’Angelelli savait qu’il était visé par les militaires. Des personnes proches l’ont entendu dire à de nombreuses reprises : « C’est mon tour. »
Le 4 août 1976, il conduisait une camionnette en compagnie du père Arturo Pinto, revenant d’une messe célébrée dans la ville de Chamical en hommage à deux prêtres assassinés, Carlos Murias et le français Gabriel Longueville, et emportant trois dossiers remplis de notes sur ces deux affaires. Selon le père Pinto, une automobile se mit à les suivre, puis une deuxième. Dans la localité de Punta de los Llanos, ces deux voitures auraient enserré la camionnette et l’auraient fait chavirer. Pinto, après être resté inconscient durant un certain temps, aperçut Enrique Angelelli étendu sans vie sur la route, avec la partie arrière de son cou présentant de fortes lésions, « comme si on l’y avait frappé ».
La zone fut rapidement bouclée par la police et par des militaires. Une ambulance fut dépêchée sur les lieux et le corps d’Angelelli transporté dans la ville de La Rioja. L’autopsie révéla plusieurs côtes brisées et une fracture en forme d’étoile dans l’os occipital, compatible avec un coup assené à l’aide d’un objet contondant. Les freins de la camionnette et le volant étaient demeurés intacts, et il n’y avait aucune trace de projectiles. Le rapport de police indique que celui qui conduisait le véhicule était Pinto, lequel en aurait passagèrement perdu le contrôle et aurait eu une crevaison en tentant de se reporter sur la chaussée. Selon cette version, Angelelli aurait perdu la vie par suite des subséquents tonneaux de la camionnette. Le juge Rodolfo Vigo accepta le rapport. Quelques jours plus tard, le procureur Martha Guzmán Loza recommanda de clore l’affaire, qu’elle qualifia d’« accident de la circulation ». Cependant, il y eut des évêques — Jaime de Nevares, Jorge Novak et Miguel Hesayne — pour dénoncer l’affaire comme un « assassinat », y compris durant la dictature, mais le reste de l’Église garda le silence.

### Affaire judiciaire
Le 19 juin 1986, c'est-à-dire après le rétablissement du régime démocratique, le juge de La Rioja Aldo Morales énonça le jugement que la mort d'Angelelli avait été « un homicide froidement prémédité, auquel s’attendait la victime ». Après que quelques militaires eurent été mis en cause, les forces armées tentèrent de bloquer l’instruction judiciaire, mais le juge rejeta leurs réclamations. L’affaire fut transférée à la Cour suprême de justice de la Nation argentine, laquelle à son tour la renvoya à la Chambre fédérale de Córdoba. Le tribunal de Córdoba déclara qu’il était possible que les ordres aient émané du commandant du Troisième Corps d’armée, Luciano Benjamín Menéndez.
En avril 1990, la loi du Point final mit un terme à l’instruction judiciaire à l’encontre des trois militaires accusés de la mort d’Angelelli, savoir : José Carlos González, Luis Manzanelli et Ricardo Román Oscar Otero. Cependant, cette loi fut abrogée en 2003, en même temps que la loi de l’Obéissance due, et en août de cette même année l’affaire fut instruite à nouveau. La Cour suprême la divisa en deux parties : celle impliquant les militaires fut déférée aux tribunaux de Córdoba, et celle relative à la possible participation de civils dans l’assassinat fut transmise à La Rioja. L’ancien commandant Menéndez fut appelé à comparaître devant le tribunal de La Rioja le 16 mai 2006, mais préféra ne faire aucune déclaration.
En avril 2009 fut pratiquée une autopsie sur le corps d’Angelelli. Le rapport médicolégal attesta que les multiples fractures du crâne avaient été la cause de la mort. Ainsi, en insistant sur l’absence de projectiles d’armes à feu, l’on avait voulu faire accréditer la thèse d’un simple et fortuit accident de la route, éliminant par là la possibilité d’une intentionnalité, c'est-à-dire d’un attentat.

## Position de l’Église catholique
Après la mort d’Angelelli, l’Église accepta officiellement la version de l’accident d’automobile, encore que quelques-uns de ses membres, mentionnés ci-haut, se fussent à titre personnel prononcés contre ladite version. L'Osservatore Romano rapporta cette mort comme « un étrange accident ». Le cardinal Juan Carlos Aramburu, archevêque de Buenos Aires, nia que ce fût un crime.
Dix ans plus tard, même après que le jugement du juge Morales eut été prononcé à La Rioja, la hiérarchie de l’Église continuait d’éviter de faire référence à la mort d’Angelelli comme à un assassinat. En 2001, une déclaration émanant de la Conférence épiscopale argentine énonça que « la mort le trouva alors qu’il accomplissait une mission ardue, accompagnant la communauté blessée par la mort de ses pasteurs ».
Notamment sous l'influence du cardinal Bergoglio, futur pape François, qui le présenta comme un martyr, la position de l'Église catholique change radicalement, et le 21 avril 2015, la Congrégation pour les causes des saints autorise le diocèse de La Rioja d'ouvrir la cause en béatification et canonisation. L'enquête diocésaine s'est clôturée le 15 septembre 2016 et transférée à Rome pour y être étudiée par le Saint-Siège. 
Le 8 juin 2018, le pape François reconnaît la mort en martyre de Enrique Angelelli, et signe le décret de sa béatification. Il a été proclamé bienheureux le 27 avril 2019 à La Rioja, au cours d'une cérémonie présidée par le cardinal Giovanni Angelo Becciu.

## Hommages à Angelelli
Le 2 août 2006, deux jours avant le 30e anniversaire de son assassinat, le président de la république argentine, Néstor Kirchner, signa un décret proclamant le 4 août (jour de l'assassinat, en 1976) journée nationale de deuil, et prononça un discours à la Casa Rosada « commémorant les religieux que furent victimes du terrorisme d’État ». Estela Barnes de Carlotto, l’une des Grands-mères de la place de Mai, qui assista à une messe en hommage à l’évêque Angelelli, déclara, faisant allusion à l’« hommage » voilé de la hiérarchie catholique : « Je ne veux pas que monseigneur soit une image pieuse. Lui reste vivant dans notre mémoire ».
Le jour de l’anniversaire, le cardinal Jorge Bergoglio, futur pape François, célébra une messe en la cathédrale de La Rioja à la mémoire d’Angelelli. Dans son homélie, il dit à propos d’Angelelli qu’« il enlevait des pierres, lesquelles retombèrent sur lui, pour avoir proclamé l’Évangile, et s’imprégna de son propre sang », sans toutefois faire la moindre mention explicite de la responsabilité de la dictature dans sa mort. Bergoglio cependant prononça aussi cette sentence de Tertullien : « le sang des martyrs est la semence de l’Église » — c’est ainsi la première fois qu’Angelelli fut officiellement évoqué sous le vocable de martyr par l’Église argentine. À la suite de cette cérémonie, 2 000 personnes, parmi lesquelles le gouverneur de La Rioja, Ángel Maza, rendirent hommage à Angelelli à Punta de los Llanos, où avait été perpétré le crime.
Le juriste et écrivain Ricardo Mercado Luna consacra en 1996 un ouvrage à l’évêque martyr, Enrique Angelelli, obispo de La Rioja. Apuntes para una historia de fe, compromiso y martirio. Un docudrame de 67 minutes consacré à Angelelli et intitulé Angelelli, la palabra viva (A., la parole vivante), fut tourné par Fernando Spiner et Víctor Laplace, sur un scénario de Juan Pablo Young, et diffusé par la chaîne culturelle Encuentro en 2007.

#### Articles de presse
- Mons. Angelelli : Vivió y murió como pastor, La Nación (2001)
- El eslabón perdido, Página/12, du 9 avril 2006
- La vigencia de Angelelli desafía al encubrimiento, La Capital du 30 juillet 2006
- La muerte de Angelelli : en un giro histórico, la Iglesia dice que pudo haber sido un crimen, Clarín du 30 juillet 2006
- Cardenal angelizado, Página/12 du 30 juillet 2006
- "Tarde, pero ésta es tu casa", Página/12 du 3 août 2006
- "Recibía pedradas por predicar el Evangelio", Página/12 du 5 août 2006